# Cleome bojeri
Cleome bojeri là một loài thực vật có hoa trong họ Màng màng. Loài này được Hadj Moust. Mô tả khoa học đầu tiên năm 1965.